# Eptianura gorjanegra
L'eptianura gorjanegra (Epthianura aurifrons) és un ocell de la família dels melifàgids (Meliphagidae).

## Hàbitat i distribució
Nomadea per zones amb arbusts i arbres de l'interior i sud d'Austràlia, cap al nord fins al centre d'Austràlia Occidental, sud del Territori del Nord i Queensland.